# マイケル・コルレオーネ

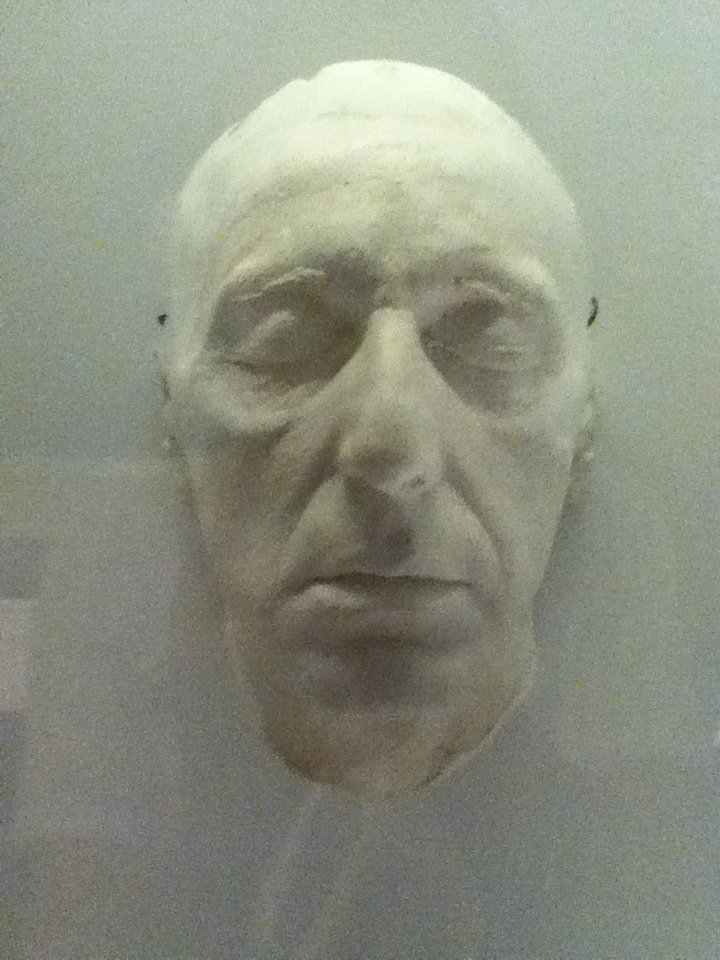
『ゴッドファーザー PART III』撮影時のアル・パチーノの顔面の型

マイケル・コルレオーネ（英：Michael Corleone）は、『ゴッドファーザー』シリーズに登場する架空の人物。
アメリカン・フィルム・インスティチュート（AFI）が企画した「AFIアメリカ映画100年シリーズ」では、『アメリカ映画の悪役ベスト50』で11位、『アメリカ映画の名セリフベスト100』で彼のセリフ「Keep your friends close, but your enemies closer.」（「友は近くに置け。敵はもっと近くに置け。」）は58位にランク入りしている。

## 概要
『ゴッドファーザー』シリーズにおけるヴィトー・コルレオーネと並ぶ主人公。ヴィトーの三男として生まれ、1950年前後の一連の出来事を通して、ファミリーを引き継ぎ、2代目ドンとなる。
第二次世界大戦、太平洋戦争を海兵隊員として過ごし、その活躍で英雄と呼ばれる。当時は高い知性を持ち、理想家肌で、人から自然と尊敬を集める青年であった。ヴィトーもマイケルを後継者にするつもりはなく、やがて政界に進出し、ファミリーの表看板をつとめてくれればと希望していた。しかし、ヴィトー暗殺未遂事件、長兄ソニー暗殺を経て父の後継者となる。
ファミリーを引き継いでからは、奸智に長け、冷徹な命令を平然と下し、邪魔者を徹底して排除する性格へと変貌していく。これによって裏世界でも多くの成功を勝ち取り、父・ヴィトーの頃をも越える勢力となるも、父とは対照的に、家族を守るための行動が家族を崩壊させる結果を招く悲劇に襲われる。
小説版においてはヴィトーの方が主人公という印象が強いが、映画においては、1945年以降を主軸に話が進むため、マイケルの方が主人公という印象が強い。
ちなみに映像化する際、役者と監督の知名度の無さから興行的失敗を危惧した配給会社は、当時人気絶頂のロバート・レッドフォードをマイケル役に、と監督のフランシス・フォード・コッポラに勧めた。しかし、原作のイメージを尊重したコッポラは、典型的なアングロ・サクソン系のレッドフォードではなく、シチリアにルーツを持つアル・パチーノこそマイケルにはふさわしい、と譲らなかったという。

## 生涯
1920年、アメリカ、ニューヨークのリトル・イタリーでヴィトー・コルレオーネの三男として誕生。折りしもこの年は、父・ヴィトーがファヌッチを暗殺して、マフィアとしての道を踏み出した年だった。
1941年、日本軍による真珠湾攻撃。これを受けアメリカが参戦し、マイケルは家族の反対を押し切って大学を中退して海兵隊に入隊する。
1944年、海軍十字章、パープルハート章を授与され、英雄としてライフ誌の表紙を飾る。
1945年、戦争終結を受けて海兵隊を除隊（最終階級は大尉）。ダートマス大学に復学する。この頃、ケイ・アダムスと婚約する。同年12月、ヴィトー暗殺未遂事件が発生。父の見舞いに病院を訪れた際に、父がさらなる暗殺の危機にあることを察知し、機転を利かせて、暗殺を阻止する（この時、暗殺に協力していたマクルスキー警部に顔面を殴打され、鼻に障害を持つ）。
1946年、報復として、父の暗殺を企てたソロッツォと、マクルスキーを暗殺。その後、シチリアへ逃亡し、ヴィトーの旧友で地元マフィアのドン・トマシーノに匿われ、父の故郷で過ごす。さらに地元の女性アポロニア・ビテリに一目惚れし、そのまま結婚。
1947年、コルレオーネとタッタリアの抗争が激化。兄ソニーが暗殺される。シチリアにも火の粉が飛び、車にしかけられた爆弾によって妻アポロニアが爆死する。
1949年、ヴィトーの和平提案によりタッタリアとの抗争終結。マイケルもアメリカに帰国する。ヴィトーが相談役に退き、事実上引退したことで、コルレオーネ・ファミリーの後継者としてドンを引き継ぐ。合わせて、ケイと再婚。
1951年、長男・アンソニーが誕生。2年後の1953年に長女メアリー・ルイズ誕生。
1955年、父ヴィトー死去。これを機に、ニューヨーク五大ファミリーのドン、およびモー・グリーンを暗殺する。合わせて、裏切り者（カルロ・リィツィ、サル・テッシオ）を粛清。
1957年、ピーター・クレメンザ死去。これをきっかけとして、幹部のフランク・ペンタンジェリ（フランキー）と、事実上配下のロサト兄弟が抗争を始める。さらにハイマン・ロスの暗躍によって、マイケルに裏切られたと勘違いしたフランキーがFBIに逮捕されたことをきっかけとして違法ビジネスについて供述を始める。
1959年、フランキーの供述を元に犯罪調査委員会（公聴会）が開かれ、マイケルは召喚を受ける。しかし、上院議員やフランキーへの圧力によってマイケルの犯罪が問われることなく、閉会する。その頃に母カルメラが死去。その後、ハイマン・ロスを暗殺。合わせて、裏切り者のフランキーと、さらに兄のフレド・コルレオーネを粛清する。
1959年の一連のできごとを受けてケイと離婚。その後、「ヴィトー・コルレオーネ財団」を設立。シチリア復興のための基金として多額の寄付を集め、1975年、バチカンの加護を得る。これを機に違法ビジネスを分離してファミリーの合法化をすることを決断。財団の看板を長女メアリーにし、合法ビジネスの後継者とする。
1979年、バチカンと関係の深い投資会社の損失を穴埋めすることで合法ビジネスを磐石のものにしようとする。しかし、シチリアに絡む利権から、当地の政治家、ドン・ルケージや、父・ヴィトーと友人だったドン・アルトベロが暗躍を始める。
違法ビジネスを引き継がせたジョーイ・ザザと確執を起こし、その後、そのザザがアルトベロに唆されて友好ファミリーの会合の場で集まったドンを皆殺しにする。ザザと抗争が始まるが、最終的に自身が後見人を務める甥のヴィンセント（ソニーの遺児）がザザを暗殺し、表面的な抗争は終結する。その後、ヴィンセントを違法ビジネスの後継者として助言などを行うようになり、実質的な権限などを与える。
1980年、ルケージ、アルトベロ暗殺。しかし、同日アルトベロの放った暗殺者によってメアリーがマイケルの身代わりとなり死亡。以後、この時のショックが元でシチリアの片田舎で廃人のように過ごす。
1997年、死去。

## 演じた俳優
- アル・パチーノ

### 吹き替え俳優
- 野沢那智
- 山寺宏一
- 山路和弘
- 森川智之
- 岩崎ひろし[3]